# Chelsea Football Club 1973-1974
Questa voce raccoglie le informazioni riguardanti il Chelsea Football Club nelle competizioni ufficiali della stagione 1973-1974.

## Stagione
Il campionato inglese inizia il 25 agosto 1973 e il Chelsea comincia con 0-1 contro il Derby County e il Burnley, un 1-2 contro lo Sheffield United, un 3-1 contro il Birmingham City, uno 0-1 contro il Liverpool, un 4-2 contro il Birmingham, un 1-0 contro il Coventry City, un 2-3 contro il Manchester City, un 2-3 contro il Wolverhampton Wanderers, un 1-1 contro il Queens Park Rangers, un 2-3 contro l'Ipswich Town, uno 0-2 contro il Newcastle United, un 3-0 contro il Norwich City, un 2-2 contro il Manchester United, un 3-1 contro l'Everton, uno 0-0 contro l'Arsenal, un 4-0 contro il Southampton, un 3-2 contro il Leicester City, un 1-2 contro il Leeds United,  uno 0-2 contro il Walverhampton, un 2-4 contro il West Ham, uno 0-1 contro il Liverpool, un 2-1 contro lo Sheffield United. Il campionato prosegue con un 2-2 contro il Coventry, un 1-1 contro il Derby County, uno 0-1 contro lo Stoke, un 1-1 contro l'Ipswich, uno 0-1 contro il West Ham, un 2-2 contro il Norwich, un 3-0 contro il Burnley, un 1-0 contro il Newcastle, un 1-1 contro l'Everton, un 1-3 contro il Manchester United, un 2-1 contro il Tottenham Hotspur, uno 0-0 contro il Southampton, un 1-3 contro l'Arsenal, uno 0-0 contro il Tottenham, uno 0-3 contro il Leicester, uno 0-1 contro lo Stoke. Il club londinese termina quindi in diciassettesima posizione il campionato.
Il Chelsea inizia l'FA Cup dal terzo turno, dove pareggia 0-0 contro il Queens Park Rangers, nel replay viene battuto 0-1 e quindi eliminato.
Il club londinese inizia la Football League Cup dal secondo turno, dove viene battuto 0-1 dallo Stoke e quindi eliminato.

## Maglie e sponsor
Nella stagione 1973-1974 del Chelsea non sono presenti né sponsor tecnici né main sponsor. La divisa primaria è costituita dalla maglia blu con colletto a girocollo, calzoncini blu e calzettoni bianchi. La divisa da trasferta è formata da una maglia rossa a girocollo, pantaloncini bianchi e calzettoni verdi e righe rosse e bianche come decorazione nella parte superiore.
| Casa | Trasferta |

## Rosa
Rosa e numerazione sono aggiornati al 31 maggio 1974.
| N. |                        | Ruolo | Calciatore    |
| -- | ---------------------- | ----- | ------------- |
|    | Inghilterra (bandiera) | P     | Peter Bonetti |
|    | Galles (bandiera)      | P     | John Phillips |
|    | Irlanda (bandiera)     | D     | John Dempsey  |
|    | Inghilterra (bandiera) | D     | Micky Droy    |
|    | Inghilterra (bandiera) | D     | Ron Harris    |
|    | Inghilterra (bandiera) | D     | Marvin Hinton |
|    | Inghilterra (bandiera) | D     | Kenny Swain   |
|    | Inghilterra (bandiera) | D     | David Webb    |

| N. |                        | Ruolo | Calciatore     |
| -- | ---------------------- | ----- | -------------- |
|    | Scozia (bandiera)      | C     | Ian Britton    |
|    | Scozia (bandiera)      | C     | Charlie Cooke  |
|    | Scozia (bandiera)      | C     | John Hollins   |
|    | Inghilterra (bandiera) | C     | Ray Wilkins    |
|    | Inghilterra (bandiera) | A     | Tommy Baldwin  |
|    | Inghilterra (bandiera) | A     | Peter Houseman |
|    | Inghilterra (bandiera) | A     | Ian Hutchinson |
|    | Inghilterra (bandiera) | A     | Peter Osgood   |

## Calciomercato
| Partenze | Partenze       | Partenze   | Partenze |
| R.       | Nome           | a          | Modalità |
| -------- | -------------- | ---------- | -------- |
| C        | Alan Hudson    | Stoke City | ?        |
| P        | Steve Sherwood | Millwall   | ?        |
| C        | John Boyle     | Brighton   | ?        |

## Statistiche

### Statistiche di squadra
| Competizione        | Punti | Totale | Totale | Totale | Totale | Totale | Totale |
| Competizione        | Punti | G      | V      | N      | P      | Gf     | Gs     |
| ------------------- | ----- | ------ | ------ | ------ | ------ | ------ | ------ |
| Campionato          | 37    | 42     | 12     | 13     | 17     | 56     | 60     |
| FA Cup              | -     | 2      | 0      | 1      | 1      | 0      | 2      |
| Football League Cup | -     | 1      | 0      | 0      | 1      | 0      | 1      |
| Totale              | -     | 45     | 12     | 14     | 19     | 56     | 63     |